# Electronic Entertainment Expo
La Electronic Entertainment Expo, más conocida por su abreviatura E3, fue un evento comercial dedicado a la industria de los videojuegos en los Estados Unidos.Organizado y presentado por la Entertainment Software Association (ESA), era usado por desarrolladores, editores y fabricantes de hardware y accesorios para presentar y publicitar los nuevos videojuegos y productos relacionados con los videojuegos a minoristas y miembros de la prensa. La E3 incluía un piso de exhibición para que desarrolladores, editores y fabricantes mostraran sus títulos y productos que estarían a la venta próximamente. Antes y durante el evento, los editores y fabricantes de hardware realizaban conferencias de prensa para anunciar nuevos videojuegos y productos.
Durante su existencia, la E3 fue considerada la exposición de videojuegos más grande del año por su importancia e impacto. Antes de 2017, la E3 era un evento exclusivo de la industria; y la ESA requería que las personas que desearan asistir verificaran una relación profesional con la industria de los videojuegos. Con el auge de los medios de transmisión en directo, varias de las conferencias de prensa se transmitieron al público para aumentar su visibilidad. La E3 2017 fue abierta al público por primera vez, en el cual estuvieron disponibles 15 000 pases de admisión general para aquellos que querían asistir.
La E3 se realizaba anualmente en junio en el Centro de Convenciones de Los Ángeles (de 1995 a 2006, y nuevamente de 2008 a 2019). El evento empezó a decaer definitivamente tras la cancelación de sus eventos presenciales a partir de 2020, como efecto de la pandemia de COVID-19. Si bien se intentó llevar a cabo el evento de manera virtual en 2021, los cambios dentro de la industria llevaron a muchos editores y empresas a empezar a realizar eventos de exhibición propios (presenciales o digitales) o crear eventos rivales como el Summer Game Fest (organizado por el periodista Geoff Keighley). En diciembre de 2023, la ESA anunció el fin de la convención. 

## Historia

### Orígenes
Antes de la E3, los editores de videojuegos asistían a otras ferias comerciales como la Consumer Electronics Show y la European Computer Trade Show para mostrar productos nuevos o próximos a estrenarse, así como para pre-vender envíos a minoristas durante el resto del año, incluida la temporada navideña de fin de año así como para ver la cobertura de prensa de los futuros videojuegos. A medida que la industria de los videojuegos crecía rápidamente a principios de la década de 1990, los profesionales de la industria sintieron que había superado las ferias comerciales más antiguas. Según Tom Kalinske, director ejecutivo de Sega America, «los organizadores de la CES solían dejar la industria de los videojuegos en un espacio muy, muy atrás. En 1991, nos pusieron en una tienda de campaña y tenías que pasar por delante de todos los vendedores de pornografía para encontrarnos. Ese año en particular estaba lloviendo a cántaros, y la lluvia goteaba directamente sobre nuestro nuevo sistema Genesis. Estaba furioso con la forma en que la CES trató a la industria de los videojuegos, y sentí que éramos una industria más importante de lo que nos daban crédito». Sega no regresó a la CES el año siguiente y varias otras empresas declinaron asistir a futuras versiones de la CES.
Paralelamente, en 1994, la industria de los videojuegos había formado la Interactive Digital Software Association (IDSA, que luego se convirtió en la Entertainment Software Association, ESA, en 2003) en respuesta a la atención que la industria había atraído del Congreso de los Estados Unidos por la falta de un sistema de clasificación de videojuegos a finales de 1993. La IDSA se formó para unificar la industria de los videojuegos y establecer una comisión, la Entertainment Software Ratings Board (ESRB) para crear un sistema de clasificación estándar voluntario que fue aprobado por el Congreso.

Logo de la E3 utilizado desde 1998 hasta 2017

La industria reconoció que necesitaba algún tipo de feria comercial para los minoristas. Según Eliot Minsker, presidente y director ejecutivo de Knowledge Industry Publications (que produjo y promovió el evento con Infotainment World), «los minoristas han señalado la necesidad de un evento interpretativo que les ayude a tomar decisiones de compra más inteligentes al interactuar con una amplia gama de editores, proveedores, personas influyentes de la industria y líderes de opinión en un entorno de espectáculo enfocado». Se hicieron intentos entre las empresas de videojuegos y la Consumer Electronics Association (CEA), que dirigía la CES, para mejorar la forma en que se trataban los videojuegos en la CES, pero estas negociaciones no lograron producir un resultado. Pat Ferrell, creador de GamePro, propiedad de International Data Group (IDG), concibió la idea de iniciar una feria comercial dedicada a los videojuegos, aprovechando la experiencia establecida de IDG en la gestión de la convención Macworld. Ferrell se puso en contacto con IDSA, quien vio el atractivo de utilizar su posición en la industria para crear una feria comercial específica de videojuegos y se ofreció a cofundar Electronic Entertainment Expo con IDG.
Aunque varias empresas aceptaron presentarse en este evento, Ferrell descubrió que la CEA había ofrecido a las empresas de videojuegos un espacio exclusivo en la siguiente CES, lo que habría entrado en conflicto con el evento de la E3 planeado, requiriendo que las empresas eligieran uno u otro. La mayoría de los miembros de IDSA apoyaron la E3, mientras que Nintendo y Microsoft seguían apoyando el enfoque de la CES. Después de unos tres o cuatro meses, el director ejecutivo de la CEA, Gary J. Shapiro, le dijo a Ferrell que había "ganado" y que habían cancelado el evento de videojuegos de la CES, convirtiendo efectivamente a la E3 en la principal feria comercial para la industria de los videojuegos.

### 1995-2006: crecimiento y éxito durante la primera década
El primer evento se llevó a cabo del 11 al 13 de mayo de 1995 en el Centro de Convenciones de Los Ángeles, que generalmente sería la ubicación de la convención en años futuros. Los organizadores no estaban seguros del éxito que tendría esto, pero al final de la convención, habían reservado la mayor parte del espacio en el Centro de Convenciones y vieron a más de 40 000 asistentes. Después de su primer año, la E3 ya era considerada el mayor evento de la industria de los videojuegos. La IDSA se dio cuenta de la solidez de la feria comercial y posteriormente renegoció con IDG para permitirle tomar la propiedad total de la feria y la propiedad intelectual asociada con el nombre, mientras contrataba a IDG para ayudar con la ejecución del evento. La exposición se llevó a cabo en mayo hasta 2006.
En 1996, IDG e IDSA probaron una versión japonesa del E3 en el Makuhari Messe de Tokio (denominada como E3 Tokio '96) en asociación con TV Asahi, en preparación para una serie de eventos mundiales. Aunque Sony Computer Entertainment fue el patrocinador original del evento, la empresa retiró su apoyo a favor de su PlayStation Expo. Sega se retiró en el último minuto, dejando a Nintendo como la única empresa de las tres grandes en aparecer. Fue realizada del 1 al 4 de noviembre de 1996. Debido a la presencia de varias otras exposiciones de videojuegos y la falta de apoyo de los fabricantes de videojuegos japoneses, se reportó que el evento tuvo una participación pobre y los eventos rumoreados de una E3 en Singapur y Canadá no se llevaron a cabo.
Debido a negociaciones fallidas para el espacio de la convención en Los Ángeles, las convenciones E3 de 1997 y 1998 se llevaron a cabo en el Georgia World Congress Center en Atlanta, Georgia. La participación en estos shows fue dramáticamente menor que en las dos primeras E3, lo que se atribuyó a un número cada vez menor de desarrolladores de videojuegos y al hecho de que muchas empresas de videojuegos tenían su sede en la costa oeste, lo que hizo que el costo de enviar personal y equipos a Atlanta fuese prohibitivo. El evento regresó al Centro de Convenciones de Los Ángeles en 1999 y la asistencia siguió aumentando, oscilando entre 60 000 y 70 000 asistentes.
Además del evento, la E3 comenzó a apoyar (o a asociarse con) varios sitios web. Uno de ellos fue E365, creado en 2006, una comunidad en línea que los asistentes utilizaban para establecer contactos y programar reuniones.

### 2007-2008: bienio de la Media and Business Summit
Después de la convención de 2006, la IDSA (ahora ESA) descubrió que muchos expositores estaban preocupados por los altos costos de presentarse en el evento, gastando entre 5 y 10 millones de dólares en sus puestos de exposición. También descubrieron que una mayor proporción de asistentes eran blogueros y asistentes que los proveedores no percibían como profesionales de la industria, los que lograban asegurar su acceso a la conferencia. Estos asistentes adicionales diluyeron la capacidad de los proveedores para llegar a su público objetivo, minoristas y periodistas. Ambas razones habían provocado previamente el cierre de la feria COMDEX. Varios grandes proveedores dijeron a la ESA que iban a retirarse de la siguiente E3, lo que habría tenido un efecto dominó en otros proveedores.
Para evitar esto, la ESA anunció en julio de 2006 que la E3 se reduciría y reestructuraría debido a la abrumadora demanda de los expositores, y limitaría los asistentes a aquellos de los sectores de los medios de comunicación y minoristas. Para 2007 y 2008, la E3 pasó a llamarse E3 Media and Business Summit y pasó al período de julio, aproximadamente dos meses más tarde en el año que los eventos anteriores. La feria de 2007 se llevó a cabo en el Barker Hangar del aeropuerto de Santa Mónica y otros hoteles cercanos en Santa Mónica, California, con una asistencia limitada a unas 10 000 personas. El evento de 2008 regresó al Centro de Convenciones de Los Ángeles, pero también limitó la asistencia a unas 5000 personas.
La ESA fue duramente criticada por estos eventos más pequeños. El analista de la industria Michael Pachter dijo que debido a que los consumidores habían sido excluidos de asistir a los eventos, hubo poca cobertura de los medios externos de estos E3, lo que redujo la visibilidad y las oportunidades de comercialización para los editores, y sugirió que sin un cambio, el E3 se extinguiría. Pachter también descubrió que los minoristas estaban menos interesados en la E3 debido a la fecha tardía del evento. Activision, que había sido miembro de la ESA desde sus inicios, optó por abandonar la ESA en 2008 y no participar más en la E3, mientras que su director ejecutivo, Robert Kotick, afirmó que la empresa era demasiado grande para la E3 y la ESA en ese momento, basándose en los ingresos de World of Warcraft.

### 2009-2015: regreso al formato más amplio
Respondiendo a las quejas de los dos años anteriores, la ESA anunció que la E3 2009 sería más amplia, pero limitaría la asistencia a unas 45 000 personas y estaría cerrado al público, para lograr un equilibrio entre los dos extremos. Todas las E3 posteriores tuvieron lugar en junio del año calendario en el Centro de Convenciones de Los Ángeles.

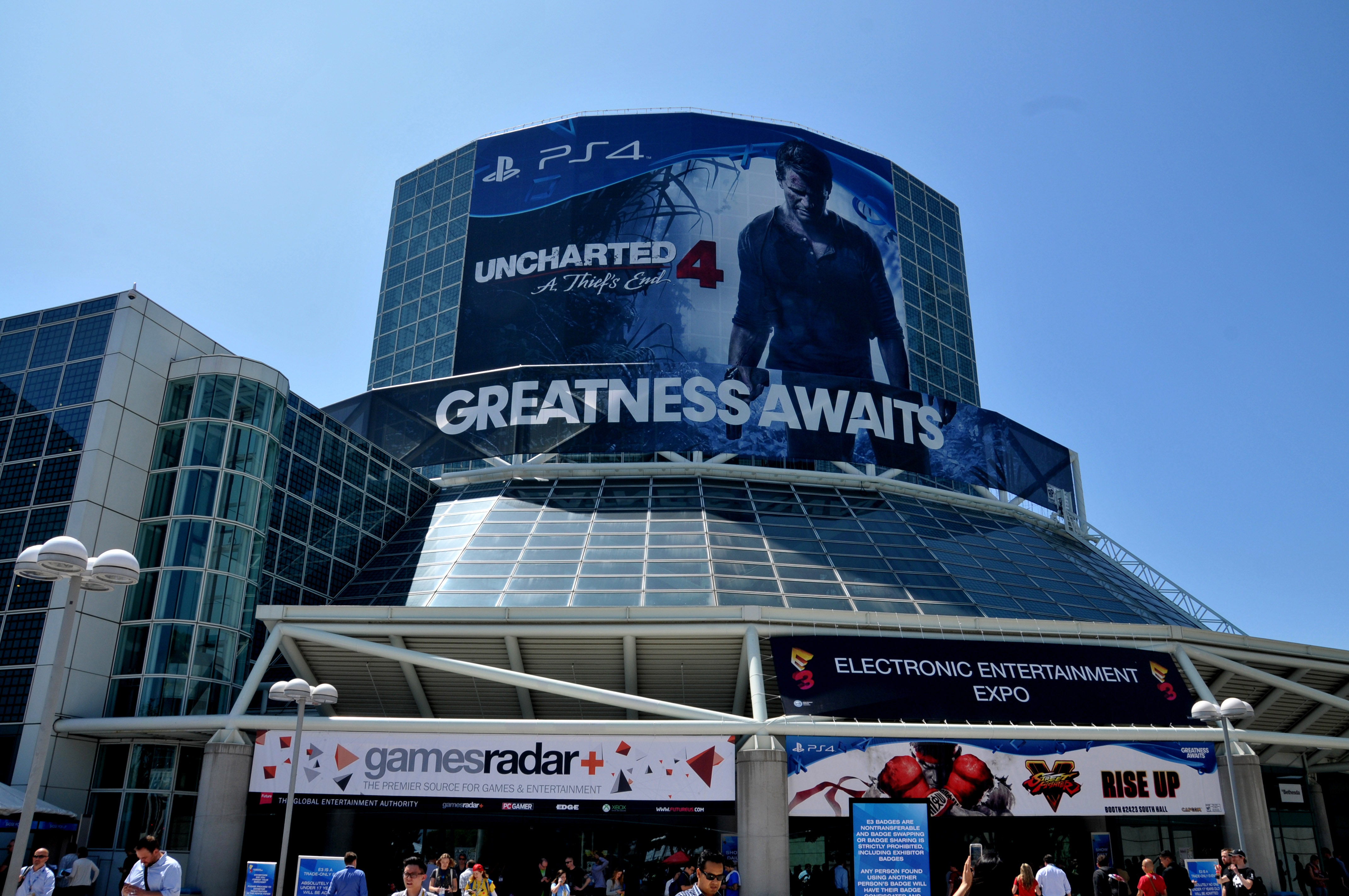
La E3 2015 con un anuncio publicitario de Uncharted 4: El desenlace del ladrón

A partir de 2013, algunas de las principales empresas de videojuegos, en particular Nintendo y Electronic Arts, optaron por no presentarse en la E3. En el caso de Nintendo, desde 2013 desistieron de realizar una gran presentación principal y en su lugar han utilizado videos pregrabados llamados Nintendo Direct y eventos de video en vivo para mostrar sus nuevos productos. Desde 2014, también ha habido transmisiones en vivo de Nintendo Treehouse que se centraron en varios videojuegos diferentes, así como torneos para diferentes títulos. Electronic Arts, desde 2016, ha organizado un evento separado en un lugar cercano llamado EA Play para anunciar y exhibir sus títulos, citando la medida como resultado de la falta de acceso público al espectáculo principal de la E3. Otros proveedores, como Microsoft y Sony, han utilizado eventos previos a la E3 para mostrar revelaciones de hardware, dejando que el evento del E3 cubra nuevos videojuegos para estos sistemas.
Para 2015, el marketing tradicional de videojuegos se había visto reforzado por el uso de publicidad a través del boca a boca por parte de jugadores promedio, personas que normalmente no forman parte de la comunidad de desarrollo "profesional". La ESA comenzó a buscar formas de permitir que estas personas asistieran a la E3 en números limitados sin abrumar a los asistentes normales. Para la E3 2015, se distribuyeron 5000 entradas a los proveedores para que las entregaran a los fanes para que pudieran asistir al evento. Ese mismo año también marcó la introducción del "PC Gaming Show", que presenta videojuegos para computadoras personales de una variedad de desarrolladores y editores.

### 2016-2019: apertura al público
La E3 2016 contó con un evento separado pero gratuito llamado "E3 Live" que fue realizado en L.A. Live y que ayudaría a proporcionar una versión a pequeña escala de la experiencia de la E3. Si bien atrajo a unas 20 000 personas, la prensa calificó el evento como "decepcionante". En 2017, la ESA reservó 15 000 entradas para la convención para que las compraran los miembros del público; todas se vendieron, lo que generó más de 68 000 asistentes durante el E3 2017, lo que provocó notables problemas de aglomeración y gestión de las exposiciones. La ESA confirmó que la E3 2018 incluiría pases públicos, pero que durante dos de los días, el evento estaría abierto solo para los asistentes de la industria durante tres horas antes de admitir la entrada al público general.
La ESA presentó el nuevo logotipo para la E3 en octubre de 2017, el cual utiliza letras mayúsculas tridimensionales con un gráfico más plano y estilizado.
Si bien la ESA tenía el espacio del Centro de Convenciones reservado hasta 2019, el CEO de la ESA, Mike Gallagher, dijo, después del evento de 2017, que estaban considerando otras opciones debido a la falta de modernización y mejoras que ha tenido el lugar para hacer el espacio más apropiado para sus necesidades. Gallagher dijo que la ESA estaba trabajando con la ciudad y con Anschutz Entertainment Group (AEG), propietario del Centro de Convenciones de Los Ángeles y el espacio que lo rodea, para añadir cerca de 500 000 ft² (46 000 m²) de espacio de exhibición adicional para 2020, pero que juzgarían esto en el evento de 2018. Durante 2018, el evento atrajo a 69 200 asistentes, el mayor número desde 2005.
Con los anuncios de las fechas de la E3 2019, la ESA se negó a indicar dónde habían planeado realizar el evento de 2020. Sony Interactive Entertainment había anunciado que no participaría en la E3 2019, habiendo participado en todas las E3 desde su lanzamiento. Sony declaró que estaban «explorando formas nuevas y familiares de involucrar a nuestra comunidad en 2019». El director ejecutivo de Sony, Shawn Layden, declaró en una entrevista de febrero de 2019 que con los cambios en las adquisiciones de los minoristas, su propio cambio a menos títulos pero de mayor calidad y la rápida difusión de noticias a través de internet, tener una feria comercial en junio ya no es útil, y que Sony tuvo que crear un evento propio, Destination PlayStation, realizado en febrero, para asegurar las ventas minoristas. El analista de la industria Michael Patcher, hablando con GamingBolt, dijo, «Creo que es un error saltarse la feria, probablemente estarán allí sin un puesto grande. Fue una sorpresa para mí».
En 2016, los ingresos procedentes de la ejecución de la E3 representaban aproximadamente el 48 % del presupuesto anual de la organización, y otro 37 % procedía de las cuotas de los miembros. Con la retirada de Sony de la conferencia y las controversias en torno al presidente saliente de la ESA, Mike Gallagher, algunas empresas miembros criticaron a la ESA por dividir su enfoque entre producir la E3 y actuar como un grupo de defensa legislativa, sin que ninguno de los dos enfoques recibiera la atención adecuada. Esto dio lugar a llamamientos que abogaban por que el negocio de gestionar la E3 se dividiera en una empresa separada. Los desarrolladores y editores se quejaron del costo cada vez mayor de tener un puesto en la E3 en comparación con simplemente realizar un evento digital transmitido en línea, diciendo que la exposición que brinda la E3 no siempre valía el precio. La salida de Sony y Electronic Arts y el paso de Nintendo a un evento exclusivamente digital disminuyeron el estatus de la E3 como principal evento de anuncios de videojuegos, lo que erosionó aún más su capacidad para atraer expositores. La E3 perdió casi 1/3 de sus expositores entre 2017 y 2019, pasando de 293 a 209.

#### Filtración de datos
El 3 de agosto de 2019, se descubrió que una lista de datos personales de los asistentes no asegurada era accesible públicamente desde el sitio de la ESA. La lista contenía información de más de 2000 personas, la mayoría de ellos miembros de la prensa y celebridades de las redes sociales que habían asistido a la E3 2019. La ESA eliminó la lista después de que fue encontrada y se disculpó por permitir que la información se hiciera pública. Sin embargo, al utilizar técnicas similares para acceder a los datos de 2019, los usuarios encontraron datos similares de más de 6000 asistentes a E3 anteriores que aún estaban disponibles en partes de su sitio web autenticadas por usuarios; estos también fueron retirados posteriormente por la ESA una vez notificados. Varios periodistas incluidos en las listas informaron que posteriormente fueron acosados y amenazados de muerte debido a que su información privada fue divulgada como parte de la filtración. Antes de la E3 2020, la ESA declaró que estaba tomando medidas de seguridad más estrictas para proteger la privacidad de quienes se registraban en la E3 como resultado de la filtración. El presidente de la ESA, Stanley Pierre-Louis, declaró que planeaban recopilar menos datos de los asistentes y tomar medidas como proteger los datos en servidores separados para evitar que este tipo de filtración volviese a ocurrir.

### 2020-2023: impacto de COVID-19 y cancelación
Durante el último día del evento de 2019, se confirmó que la E3 se llevaría a cabo en el Centro de Convenciones de Los Ángeles por al menos un año más, con la edición de 2020. La ESA afirmó que había renegociado el uso del Centro de Convenciones de Los Ángeles hasta 2023, pero que conservaría el derecho de romper ese contrato si así lo deseaba.
Para el evento de 2020, los miembros de la ESA habían aprobado un aumento en el número de pases públicos de 15 000 a 25 000. Además, la ESA había presentado planes propuestos, pero no finalizados, para hacer del evento de 2020 un «festival de fanes, medios e influencers». Para mitigar las filas más largas causadas por una mayor asistencia del público, pretendían utilizar "entretenimiento en cola" (queuetainment) para mostrar anuncios del evento a los asistentes mientras esperan, así como un sistema similar a FastPass para reservar demostraciones de videojuegos con anticipación, similar al empleado por los parques temáticos de Disney. Planeaban dar prioridad a los "influencers" ofreciéndoles presentaciones personalizadas sobre nuevos videojuegos. Además, con estos cambios, la ESA estaba considerando agregar un día adicional el martes de la semana de la convención que sería un día exclusivo para la industria antes de que la convención se abriera a los pases públicos. Sony había afirmado que no asistiría al evento de 2020, declarando que la visión para la E3 2020 no cumplía con sus objetivos y, en cambio, exhibiría sus videojuegos en otros eventos durante todo el año. A raíz del anuncio de Sony, la ESA había afirmado que el evento de 2020 «será una feria emocionante y llena de energía que presentará nuevas experiencias, socios y espacios para expositores, con una programación que entretendrá a los asistentes nuevos y veteranos por igual». El 12 de febrero de 2020, Geoff Keighley, presentador del E3 Coliseum y The Game Awards, emitió un comunicado anunciando que también renunciaría a su asistencia a la E3 por primera vez en los 25 años de historia de la exposición, citando su malestar con la dirección planeada para el evento de 2020.
Sin embargo, en los meses previos al evento de 2020, la pandemia de COVID-19 generó preocupaciones relacionadas con grandes reuniones como la E3. Hasta el 4 de marzo de 2020, la ESA todavía tenía la intención de celebrar la E3 2020, aunque dijo que estaban monitoreando la situación en torno al brote. El 11 de marzo de 2020, la ESA anunció que la E3 2020 había sido cancelada debido a la pandemia. La ESA también afirmó que reembolsarían el importe total a los posibles asistentes y expositores y diseñarían un evento virtual que permitiría a los expositores realizar presentaciones digitales durante la misma semana en lugar de una reunión física. Sin embargo, el 7 de abril de 2020, la ESA declaró que la interrupción causada por la pandemia hacía imposible organizar un equivalente en línea, cancelando por completo el evento, aunque la ESA ayudaría a sus socios a presentar anuncios individuales a través del sitio web de la E3. En tanto, Keighley organizaría la Summer Game Fest, una serie de eventos que abarcó varias presentaciones digitales dirigidas por editores y publicación de demos de mayo a agosto de 2020.
A pesar de cancelar el evento de 2020, la ESA declaró que aún planeaba celebrar el evento de 2021 y anunció sus fechas normales de junio a los socios en abril de 2020. Si bien la ESA había planeado un evento combinado presencial y virtual, la organización notificó a sus socios en febrero de 2021 que abandonaría el evento presencial pero mantendría los planes del evento virtual. Según Video Games Chronicle, la ESA todavía planeaba utilizar el Centro de Convenciones de Los Ángeles para transmitir algunos de estos eventos virtuales durante la E3 2021, además de planear un mayor uso del espacio en 2022 y 2023. El evento virtual enfrentó una recepción mixta entre los usuarios y la industria, incluidos problemas con la aplicación móvil oficial del evento y declaraciones de que la E3, como evento virtual, era redundante para transmitir presentaciones que los editores podrían realizar como eventos independientes.
Si bien el alcalde Eric Garcetti declaró que la ESA había planeado que la E3 2022 fuera un evento presencial, el 7 de enero de 2022, la ESA anunció que la versión presencial de la E3 2022 había sido cancelada debido al COVID-19, sin confirmación inmediata de un evento virtual. Aunque este anuncio se produjo en medio de la difusión de la variante Ómicron, IGN informó que, a diferencia de años anteriores, la E3 2022 no tenía fechas publicadas ni por la ESA ni por el Centro de Convenciones de Los Ángeles, lo que había arrojado dudas (especialmente en medio de los problemas internos que rodearon el evento de 2020 y la recepción antes mencionada de la E3 2021) sobre si el evento se estaba planeando. Además, IGN informó a través de fuentes anónimas que la ESA había tomado la decisión de cancelar el evento a finales de 2021. La ESA anunció formalmente el 31 de marzo de 2022 que había cancelado por completo la E3 2022.
En junio de 2022, la ESA declaró que todavía planeaban regresar con un evento presencial y virtual en 2023. Un mes después, la ESA confirmó que la E3 2023 se llevaría a cabo en el Centro de Convenciones de Los Ángeles durante la segunda semana de junio de 2023, y que se habían asociado con ReedPop, que opera convenciones como los eventos PAX, la New York Comic Con y la Star Wars Celebration, para ayudar a gestionar el evento. En septiembre de 2022, la ESA anunció que el evento también incluiría tres "días de negocios" en los que la participación estaría limitada a desarrolladores, editores, minoristas y periodistas reconocidos, y dos "días de fanes", en los que el evento se llevaría a cabo en un lugar separado y sería abierto para todos los miembros del público. En enero de 2023, IGN informó que ni Microsoft, Nintendo ni Sony se presentarían en la E3 2023. Nintendo confirmó su ausencia el mes siguiente, citando que «el evento E3 de este año no encajaba en nuestros planes». Microsoft confirmó en marzo de 2023 que no estarían en la sala de exposición de la E3, pero que realizarían eventos digitales. Ese mismo mes, Ubisoft también anunció que no asistiría a la E3 2023 y que, en su lugar, organizaría su propio evento de presentación en junio. El 29 de marzo, IGN informó que tanto Sega como Tencent no asistirían a la E3 2023.
El 30 de marzo de 2023, el evento de 2023 fue cancelado por una falta de "interés sostenido". Según el presidente de la ESA, Stanley Pierre-Louis, la decisión de cancelar el evento de 2023 fue el resultado de tres factores: que la pandemia de COVID-19 había afectado el ciclo de desarrollo típico de la mayoría de las empresas; que la economía actual hizo que los editores y desarrolladores revaluarán la necesidad de asistir a la E3; y que, como resultado, ha habido una mayor exploración de la combinación de eventos de marketing digital y presencial que han realizado empresas individuales. Si bien Pierre-Louis afirmó que la ESA tenía la intención de celebrar la E3 en 2024, ellos mismos buscaban encontrar un equilibrio que funcionara para la industria.
La ESA afirmó en septiembre de 2023 que no habrá E3 2024, que no utilizarán el Centro de Convenciones de Los Ángeles en el futuro inmediato y que ReedPop ya no trabajaría con ellos para ayudar a organizar eventos futuros. La ESA declaró que todavía estaban en conversaciones con sus socios sobre la E3 2025 y eventos futuros.
Finalmente la ESA, el 12 de diciembre, en unas declaraciones al periódico estadounidense Washington Post, confirmó que no volverían a celebrar el evento, dando fin a uno de los mayores eventos anuales de la historia de los videojuegos tras más de dos décadas.

## Eventos
| Nombre del evento | Fechas                 | Ubicación                                                      | Expositores | Notas |
| ----------------- | ---------------------- | -------------------------------------------------------------- | --- | --- |
| E3 1995           | 11-13 de mayo de 1995  | Centro de Convenciones de Los Ángeles, Los Ángeles, California | Nintendo, Sega, Sony, The 3DO Company, Atari | Evento debut. Tuvo 50 000 asistentes. |
| E3 1996           | 16-18 de mayo de 1996  | Centro de Convenciones de Los Ángeles, Los Ángeles, California | Nintendo, Sega, Scavenger, Inc., Sony | Tuvo 57 795 asistentes. |
| E3 1997           | 19-21 de junio de 1997 | Georgia World Congress Center, Atlanta, Georgia                | Nintendo, Sega, Sony | Fue realizado en Atlanta debido a la imposibilidad de asegurar el Centro de Convenciones de Los Ángeles. Tuvo 37 000 asistentes. |
| E3 1998           | 28-30 de mayo de 1998  | Georgia World Congress Center, Atlanta, Georgia                | Nintendo, Sega, Sony | Tuvo 41 300 asistentes. |
| E3 1999           | 13-15 de mayo de 1999  | Centro de Convenciones de Los Ángeles, Los Ángeles, California | Nintendo, Sega, Sony | |
| E3 2000           | 11-13 de mayo de 2000  | Centro de Convenciones de Los Ángeles, Los Ángeles, California | Microsoft, Nintendo, Sega, Sony | |
| E3 2001           | 17-19 de mayo de 2001  | Centro de Convenciones de Los Ángeles, Los Ángeles, California | Microsoft, Nintendo, Sega, Sony | |
| E3 2002           | 22-24 de mayo de 2002  | Centro de Convenciones de Los Ángeles, Los Ángeles, California | Microsoft, Nintendo, Sony | |
| E3 2003           | 14-16 de mayo de 2003  | Centro de Convenciones de Los Ángeles, Los Ángeles, California | Microsoft, Nintendo, Sony | |
| E3 2004           | 11-14 de mayo de 2004  | Centro de Convenciones de Los Ángeles, Los Ángeles, California | Microsoft, Nintendo, Sony | |
| E3 2005           | 18-20 de mayo de 2005  | Centro de Convenciones de Los Ángeles, Los Ángeles, California | Microsoft, Nintendo, Sony | Récord actual de asistencia más alta a una E3. Tuvo 70 000 asistentes. |
| E3 2006           | 10-12 de mayo de 2006  | Centro de Convenciones de Los Ángeles, Los Ángeles, California | Microsoft, Nintendo, Sony | Tuvo 60 000 asistentes. |
| E3 2007           | 11-13 de julio de 2007 | Aeropuerto de Santa Mónica, Santa Mónica, California           | Microsoft, Nintendo, Sony | Renombrado como E3 Media and Business Summit. Tuvo un espacio más limitado para reducir la participación pública y se centró más en los medios y los minoristas. Tuvo 10 000 asistentes.                                                                  |
| E3 2008           | 15-17 de julio de 2008 | Centro de Convenciones de Los Ángeles, Los Ángeles, California | Microsoft, Nintendo, Sony | Récord actual de asistencia más baja a una E3. Tuvo 5 000 asistentes. |
| E3 2009           | 2-4 de junio de 2009   | Centro de Convenciones de Los Ángeles, Los Ángeles, California | Microsoft, Nintendo, Sony | Regreso al formato original y al nombre de la marca E3. Permitió el acceso a profesionales de desarrollo de videojuegos adicionales, además de los medios y los minoristas.                                                                               |
| E3 2010           | 14-17 de junio de 2010 | Centro de Convenciones de Los Ángeles, Los Ángeles, California | Electronic Arts, Konami, Microsoft, Nintendo, Sony, Ubisoft | |
| E3 2011           | 7-9 de junio de 2011   | Centro de Convenciones de Los Ángeles, Los Ángeles, California | Electronic Arts, Konami, Microsoft, Nintendo, Sony, Ubisoft | |
| E3 2012           | 5-7 de junio de 2012   | Centro de Convenciones de Los Ángeles, Los Ángeles, California | Electronic Arts, Konami, Microsoft, Nintendo, Sony, Ubisoft | |
| E3 2013           | 11-13 de junio de 2013 | Centro de Convenciones de Los Ángeles, Los Ángeles, California | Electronic Arts, Konami, Microsoft, Nintendo, Sony, Ubisoft | Nintendo comenzó su tradición de utilizar videos pregrabados en lugar de una conferencia de prensa a partir de este evento, aunque mantuvo la presencia de un puesto en el piso de exhibición.                                                            |
| E3 2014           | 10-12 de junio de 2014 | Centro de Convenciones de Los Ángeles, Los Ángeles, California | Electronic Arts, Microsoft, Nintendo, Sony, Ubisoft | Primer evento abierto a niños menores de 12 años, junto con un tutor. Nintendo tuvo el panel Nintendo Kids Corner E3 2014, que estuvo abierto principalmente a YouTubers.                                                                                 |
| E3 2015           | 16-18 de junio de 2015 | Centro de Convenciones de Los Ángeles, Los Ángeles, California | Bethesda Softworks, Electronic Arts, Microsoft, Nintendo, Oculus VR, Sony, Square Enix, Ubisoft | Introducción del "PC Gaming Show", que presentaba videojuegos para computadoras personales de una variedad de desarrolladores y editores. Desde ese año Bethesda Softworks celebró su propia conferencia anual.                                           |
| E3 2016           | 14-16 de junio de 2016 | Centro de Convenciones de Los Ángeles, Los Ángeles, California | Bethesda Softworks, Kadokawa Games, Microsoft, Nintendo, Sony, Square Enix, Ubisoft | A partir de ese año, Electronic Arts no se presentó en el Centro de Convenciones sino en un evento separado llamado "EA Play", realizado en Los Ángeles antes del inicio del E3.                                                                          |
| E3 2017           | 13-15 de jnio de 2017  | Centro de Convenciones de Los Ángeles, Los Ángeles, California | Bethesda Softworks, Devolver Digital, Intel, Microsoft, Nintendo, Sony, Ubisoft | Primer evento abierto al público general, con 15 000 abonos vendidos. Tuvo 68 400 asistentes. |
| E3 2018           | 12-14 de junio de 2018 | Centro de Convenciones de Los Ángeles, Los Ángeles, California | Atlus, Bethesda Softworks, Devolver Digital, Electronic Arts, Microsoft, Nintendo, Sega, Sony, Square Enix, Ubisoft                                                                                                 | Tuvo 69 200 asistentes. |
| E3 2019           | 11-13 de junio de 2019 | Centro de Convenciones de Los Ángeles, Los Ángeles, California | Bethesda Softworks, Devolver Digital, Microsoft, Nintendo, Square Enix, Ubisoft | A partir de ese año, Sony optó por no participar en la E3, la primera vez desde su lanzamiento; Sony optó por utilizar otras exposiciones de videojuegos y videos pregrabados durante todo el año para promocionar sus productos. Tuvo 66 100 asistentes. |
| E3 2020           | Cancelado              | Cancelado                                                      | Planeados: Bandai Namco Entertainment, Bethesda Softworks, Capcom, Devolver Digital, Microsoft, Nintendo, Sega, Square Enix, Take-Two Interactive, Ubisoft, Warner Bros. Interactive Entertainment                  | Estaba previsto que se llevara a cabo del 9 al 11 de junio de 2020 en el Centro de Convenciones de Los Ángeles. Fue cancelado debido a preocupaciones sobre la pandemia de COVID-19. Se había planeado aumentar los pases públicos a 25 000.              |
| E3 2021           | 12-15 de junio de 2021 | En línea                                                       | Bandai Namco Entertainment, Capcom, Gearbox Software, Koch Media, Microsoft, Nintendo, Square Enix, Sega, Take-Two Interactive, Turtle Beach, Ubisoft, Verizon, Warner Bros. Interactive Entertainment, Xseed Games | Evento en línea debido a la pandemia de COVID-19. Renombrada como la "Electronic Entertainment Experience" debido a su naturaleza en línea. |
| E3 2022           | Cancelado              | Cancelado                                                      | Cancelado | Cancelado debido a preocupaciones sobre la pandemia de COVID-19, incluido el evento en línea. |
| E3 2023           | Cancelado              | Cancelado                                                      | Cancelado | Estaba previsto que se llevara a cabo del 13 al 16 de junio de 2023 en el Centro de Convenciones de Los Ángeles. Fue cancelado por falta de interés y asistencia de las principales editoriales. ReedPop habría ayudado a organizar un nuevo formato.     |